# Bundesstraße 402
Die Bundesstraße 402 (Abkürzung: B 402) ist eine ca. 55 Kilometer lange Bundesstraße in Niedersachsen. Der Abschnitt von der B 213 bei Haselünne bis zur deutsch-niederländischen Grenze in Twist ist Teil der Europastraße 233.
Die B 402 führt von Fürstenau (B 214) nach Nordwesten über Wettrup und Handrup (Samtgemeinde Lengerich), kreuzt in Haselünne die B 213 und verläuft dann nach Westen. In Meppen führt sie als nördliche Umgehung weitläufig um das Stadtzentrum herum und kreuzt die B 70. Im weiteren Verlauf trifft sie auf die A 31 und erreicht anschließend die Niederlande. Dort geht sie südöstlich von Emmen in die niederländische Autobahn A 37 über.
Der 7,5 km lange Abschnitt von der deutsch-niederländischen Grenze bis zur A 31 wurde auf vier Spuren ausgebaut und am 11. August 2007 für den Verkehr freigegeben.

## Planungen
Im Bundesverkehrswegeplan 2003 ist das Projekt des Ausbaues der B 402, der B 213 und der B 72 auf der Strecke westlich Meppen (A 31) bis westlich Cloppenburg (B 68) von zwei auf vier Fahrstreifen mit einer Gesamtlänge von 61,0 Kilometern und 218,3 Millionen Euro Gesamtkosten im weiteren Bedarf enthalten.
Die Landkreise Emsland und Cloppenburg haben bereits mit den Planungen begonnen. Das Projekt ist in acht Planungsabschnitte unterteilt, von denen drei die B 402 betreffen. Der erste Planungsabschnitt ist 11,0 Kilometer lang und befindet sich zwischen der Anschlussstelle Meppen (A 31) und der Anschlussstelle mit der B 70. Im Rahmen der Voruntersuchung wurde die Ergänzung einer südlichen Richtungsfahrbahn und der Ausbau von drei Anschlussstellen (A 31, Neuversener Straße und B 70) als Vorzugslösung herausgearbeitet, die im März 2012 mit dem Bundesministerium für Verkehr, Bau und Stadtentwicklung abgestimmt und sodann der Öffentlichkeit vorgestellt wurde. Der zweite Planungsabschnitt umfasst eine Länge von rund 11,5 Kilometern und beginnt östlich der Anschlussstelle B 70 und endet im Bereich der Anschlussstelle Haselünne-West. Dabei werden im Bereich der Siedlungen Dürenkämpe und Schleper sowie nordwestlich Haselünne Abweichungen von der Bestandsstrecke notwendig. Im Rahmen von Trassenuntersuchungen wurden auch hier Vorzugsvarianten herausgearbeitet, mit dem Bundesministerium abgestimmt und im Februar bzw. September 2012 der Öffentlichkeit präsentiert. Insgesamt ist für den Abschnitt eine Anschlussstelle vorgesehen (AS Meppen-Bokeloh). Der dritte Planungsabschnitt mit rund 14,5 Kilometern befindet sich zwischen Haselünne-West (Gut Sautmannshausen) und der Kreisgrenze Emsland/Cloppenburg östlich von Herzlake. Die geplante Strecke wird nördlich Haselünne wieder auf die Bestandstrasse treffen und auf ihr bis kurz vor der Straße Haselünne - Lähden geführt. Sodann ist für Haselünne-Eltern eine nördliche Umgehung vorgesehen. Östlich Eltern wird die Trasse die alte B 213 erreichen. Nordwestlich und nordöstlich Haselünne sind insgesamt zwei Anschlussstellen geplant. Im Januar 2012 wurden die Ergebnisse der Voruntersuchung der Öffentlichkeit vorgestellt.
Gegen das gesamte Projekt regt sich Widerstand. So engagiert sich der Verein „Verkehrswende Cloppenburg-Emsland“ gegen das geplante Vorhaben. Insbesondere tragen die Gegner vor, dass die Strecke bereits bedarfsgerecht ausgebaut und ein wirtschaftlicher Nutzen für die Region nicht erkennbar sei. Zudem durchschneide die Trasse einzigartige Landschaften, gefährde schützenswerte Tier- und Pflanzenarten sowie die Landwirtschaft. Auch sei mit Mehrbelastungen bei Schmutz- und Lärmemissionen zu rechnen.

## Überquerte Gewässer
- Hase
- Mittelradde
- Nordradde
- Dortmund-Ems-Kanal
- Ems
- Süd-Nord-Kanal

## Geschichte
Vor dem Bau der Meppener Nordumgehung verlief die B 402 von Meppen aus in Richtung Norden auf der Trasse der B 70 bis Haren-Emmeln und von dort weiter in Richtung Westen zur niederländischen Grenze bei Haren-Rütenbrock. Heute ist der Abschnitt zwischen Emmeln und den Niederlanden die B 408.